# 1709 în literatură
Anul 1709 în literatură a implicat o serie de evenimente și cărți noi semnificative.  